# Чинандега (департамент)
Чинанде́га (ісп. Chinandega) — один з департаментів Нікарагуа.

## Географія
Департамент знаходиться на крайньому північному заході Нікарагуа. На заході він омивається водами Тихого океану. Площа департаменту становить 4822,42 км². Чисельність населення 423 062 чол. (перепис 2012 року). Щільність населення 87,73 чол./км². Адміністративний центр — місто Чинандега.
Межує на сході з департаментами Мадрис, Естелі і Леон, на півночі з Гондурасом.

## Економіка
Основою економіки Чинандега є сільське господарство та переробка його продуктів. Головні вирощувані тут культури — цукрова тростина, арахіс та банани. З цукрової тростини налагоджено промислове виробництво рому.

## Адміністративний поділ
В адміністративному плані департамент Чинандега підрозділяється на 13 муніципалітетів:
1. Вільянуева
2. Корінто
3. Посольтега
4. Пуерто-Морасан
5. Сан-Педро-дель-Норте
6. Сан-Франсиско-дель-Норте
7. Санто-Томас-дель-Норте
8. Синко-Пінос
9. Сомотільйо
10. Чинандега
11. Чичигальпа
12. Ель-Велья
13. Ель-Реалехо